# Reino de Funan

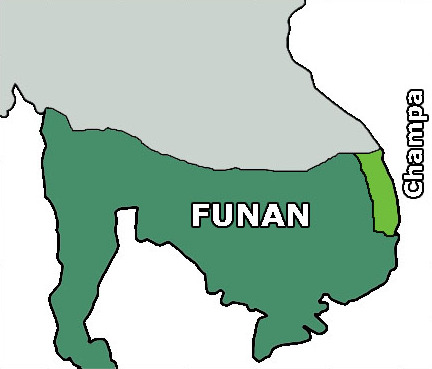
Reino de Funan

O Reino de Funan foi uma unidade política proto-khmer localizada no delta do Rio Mekong, que ao se unir com o Reino de Chenla deu origem ao Império Khmer.

## História
O Reino de Funan surigu por volta do ano 100 d.C. no delta do rio Mekong na região do atual Vietnã, Funan havia estabelecido um forte sistema de mercantilismo e os monopólios comerciais, que se tornaria um padrão para os impérios na região. Por volta de 200 a.C., Funan estabeleceu vários estados vassalos no sul da Birmânia, na região do rio Yangon e na penísula Malásia. Por volta de 500 d.C., surgiu o Reino de Chenla nas margens no rio Mekong, dentro de um século Funan enfranquecido foi dominado por Chenla, os dois estados haviam se unido e dado origem ao Império Khmer. Funan foi uma sociedade complexa e sofisticada, com uma elevada densidade populacional, tecnologia avançada, e um complexo sistema social dominando a área do Camboja por causa da capacidade do povo Khmer para produzir alimentos em planícies férteis do Camboja.

## Cultura
A cultura funanese era uma mistura de crenças nativas e ideias indianas. Funan foi fortemente influenciado pela cultura indiana. Os antigos chineses descreviam os funaneses como um povo que habitava em palafitas e cultivavam arroz. O relatório de Kang Tai e Zhu Ying era nada lisonjeiro para a civilização funanese, embora registros do tribunal chinês mostram que um grupo de músicos funaneses visitou a China em 263 d.C. O imperador chinês havia ficado tão impressionado que ordenou a criação de um instituto de música funanese próximo a Nanjing.